# Картография вымышленных миров
Картография вымышленных миров — это тип дизайна карты, которая изображает вымышленный мир или концепцию данного вымышленного мира или отображает реальную географию в фантастическом стиле. Картография вымышленных миров обычно проявляется в построении мира и часто может соответствовать повествованию в жанрах фэнтези и научной фантастики. Стефан Экман говорит: «[обычная] карта представляет то, что уже есть; вымышленная карта часто первична — создать карту означает в значительной степени создать мир карты».
Хотя картография вымышленных миров популяризировалась романами, она также приобрела самостоятельный статус в качестве хобби. Картография вымышленных миров берет свои исторические истоки в мифологии, философии, литературе и естественных науках. Обычно картография вымышленных миров подразумевает создание планетарной, галактической и космологической карты, концептуальной карты (карта отражающая определённую идею или аллегорию с помощью вымышленного мира) или педагогической карты (карта вымышленного мира, которая используется в качестве пособия для обучения). Карты вымышленных миров используются в книгах, телешоу, фильмах, видеоиграх, настольных играх и веб-сайтах. Для них характерны эстетика, нарративные темы и визуальные стили, связанные с концепцией мира или его географическими особенностями. Возросшая популярность картографии вымышленных миров привела к появлению дизайнерских программ, предназначенных для творческих картографов, таких как Wonderdraft и Inkarnate.

## История

### Ранняя история
Корни картографии вымышленных миров связаны с независимым развитием картографии как сферы искусства, а также с общей историей визуализации идей.

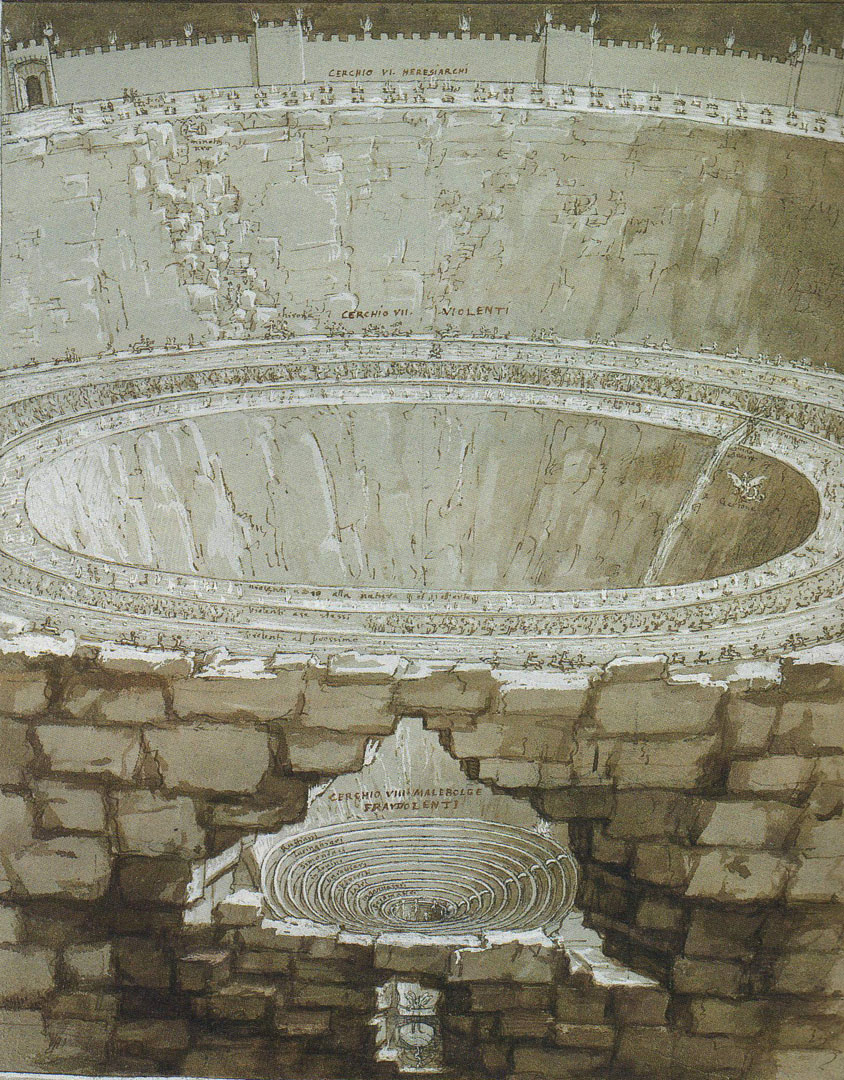
Карта Ада Данте, составленная Яном ван дер Стратом.

### Средние века
Картографы Средневековья не считали необходимым исключительно точно изображать географию местности. Часто их карты создавались не только как инструменты для навигации, но и как произведения искусства, с включением образов и символики из мифологии, фольклора и фэнтезийных историй.
Ранним примером картографии, созданной без намерения представить географическую реальность, является Ад Данте. К концу пятнадцатого века многочисленные иллюстрации, вдохновленные «Божественной комедией» Данте Алигьери, были опубликованы на основе описаний из текста. Ад Данте веками оставался одной из основных тем для творчества художников и картографов, таких как Ян ван дер Страт и Сандро Боттичелли. Одна из наиболее известных карт Ада Данте — это «La Carte de l’Enfer», созданная в 1480-90 годах Сандро Боттичелли. В настоящее время эта карта, а также 7 других рисунков Боттичелли, созданных по мотивам «Божественной комедии» Данте Алигьери, хранятся в Апостольской Библиотеке Ватикана, 85 работ находятся в Гравюрном кабинете, входящим в состав Государственных музеев Берлина. По данным Библиотеки Ватикана, ещё двенадцать листов считаются пропавшими без вести.
В 1516 году Томас Мор опубликовал свою «Утопию», полное название которой «Золотая книжечка, столь же полезная, сколь и забавная о наилучшем устройстве государства и о новом острове Утопия». Это книга в жанре политической сатиры сопровождается картой острова. Визуализация местности дополнила описание устройства государства, представленного во второй части книги. Эта карта вдохновила картографов шестнадцатого века на повторение оригинала.

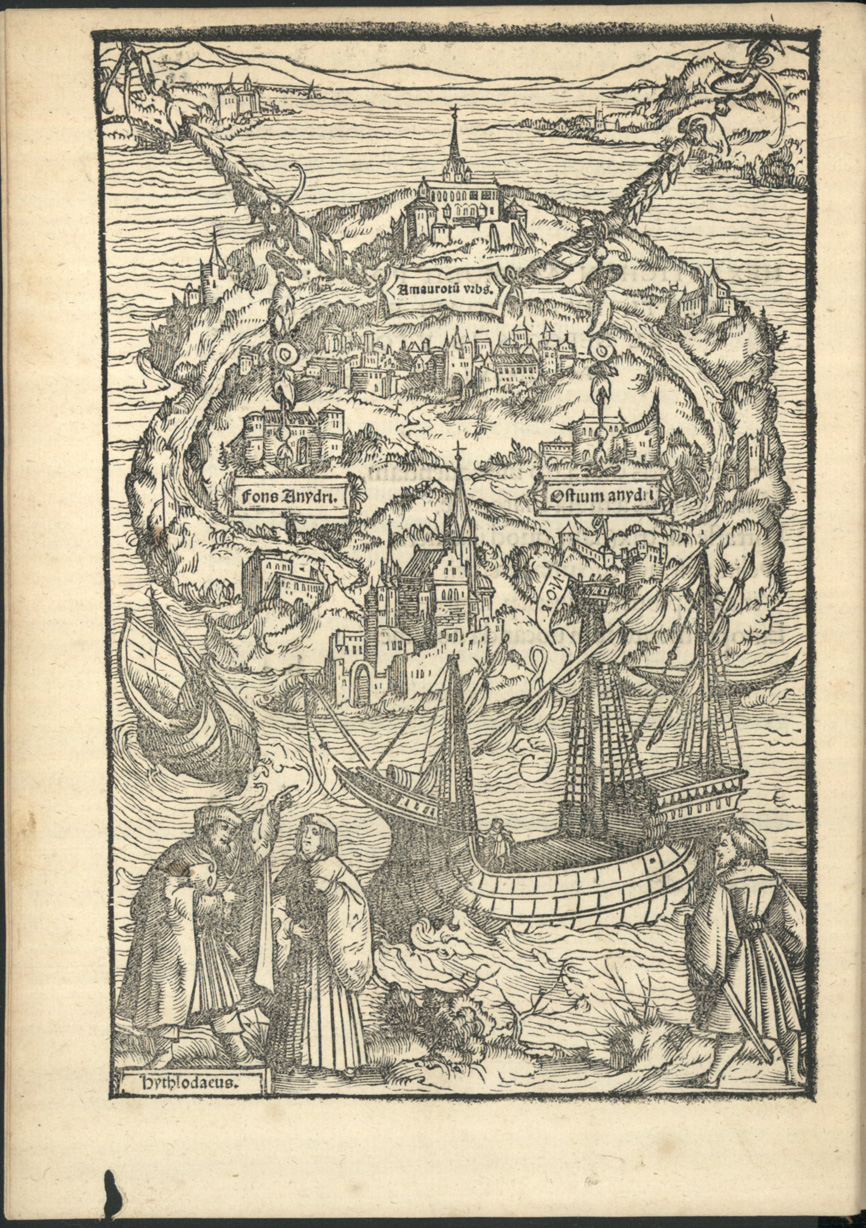
Карта Утопии — Гравюра на дереве Амброзиуса Гольбейна.

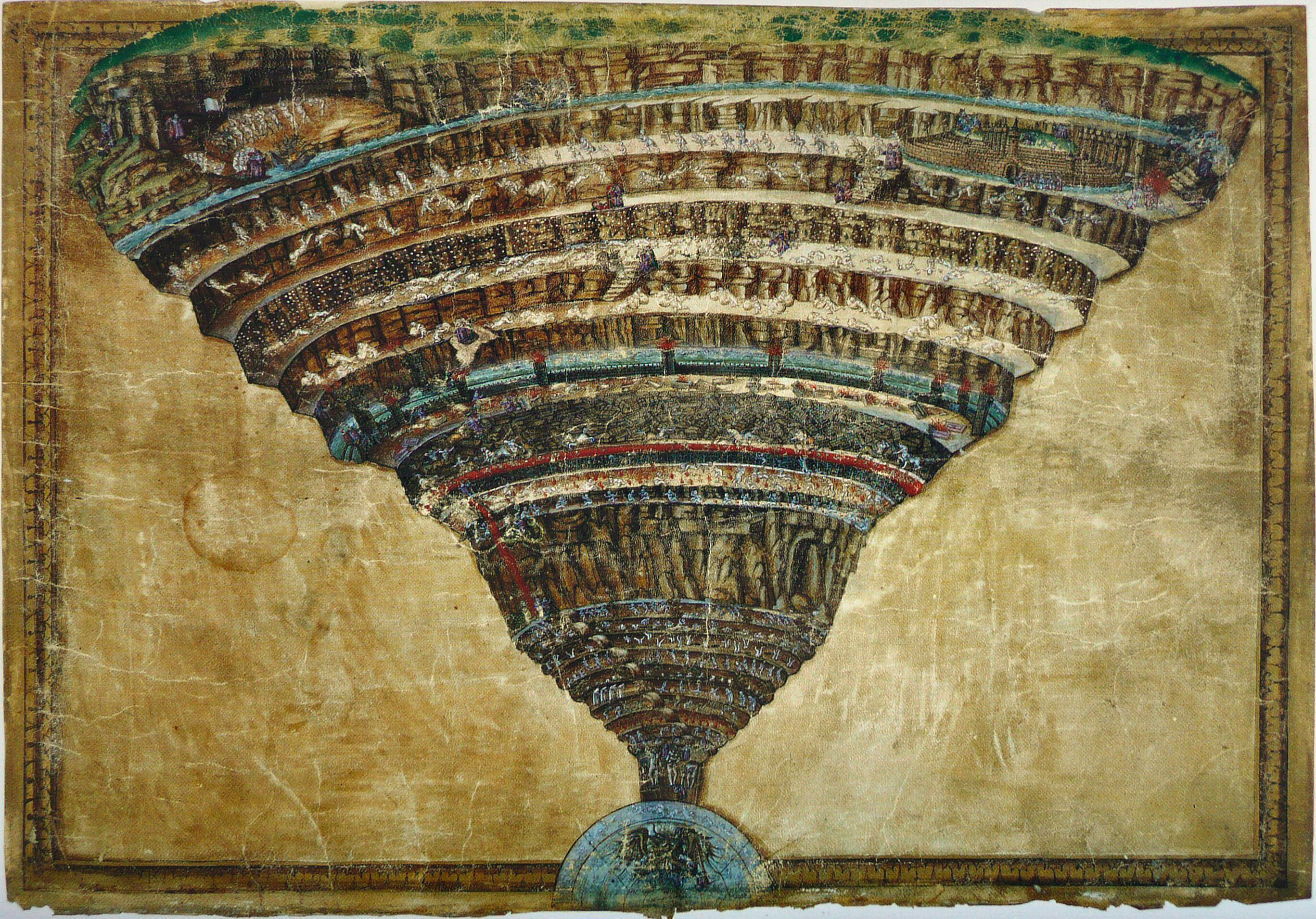
La Carte de l’Enfer, созданная Сандро Боттичелли.

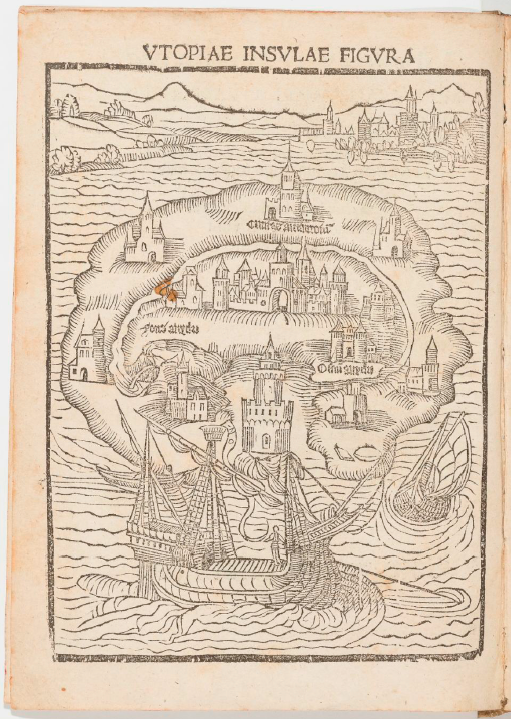
Карта острова Утопия.

### Эпоха Просвещения и Великих Географических Открытий
Во второй половине XVI века в результате протестантского движения Реформации и Женевских реформ, в Библию стали включаться иллюстрации и карты. Элизабет М. Инграм, профессор английской литературы в университете Мичигана, США, анализировала причины появления карт в качестве иллюстраций в Библии. В статье «Карты в помощь читателю: карты и планы в женевских библиях» (1993), опубликованной в Imago Mundi, англоязычном научном журнале об истории картографии, Инграм описала процесс появления карт в Библиях. Важный и сложный текст Библии требовал толкования. Однако если до XVI века за толкованием обращались к священникам и другим религиозным служащим, то в XVI веке, когда развитие полиграфической промышленности, подталкиваемое религиозными потрясениями Реформации, в беспрецедентных масштабах передало Библию в руки неподготовленных читателей, потребовались другие, более доступные и простые способы толковать Библию. В качестве вспомогательных средств для интерпретации выступали не только проповеди, но и богословские трактаты, комментарии к Библии, популярные брошюры, а также иллюстрации. Хорошо известным примером является антикатолическая направленность цикла деревянных гравюр «Апокалипсис» Альбрехта Дюрера в лютеранском Новом Завете. Папские короны, которые носили Вавилонская блудница и сатанинские звери, направляют интерпретацию текста читателем в сторону критики католичества.

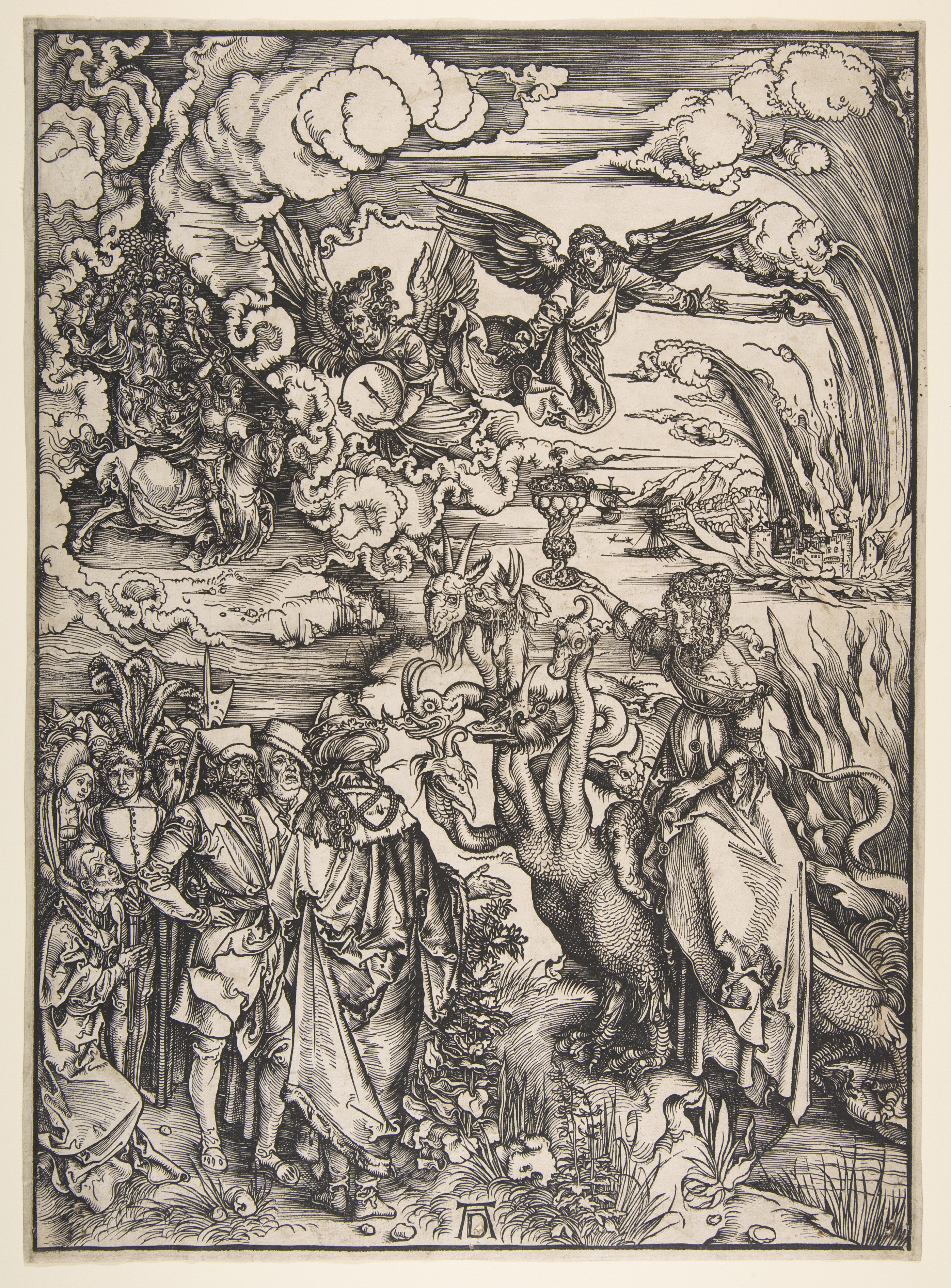
Гравюра «Вавилонская блудница» Альбрехта Дюрера.

Самая первая карта, появляющаяся в печатной Библии, — это карта маршрута Исхода евреев из Египта, опубликованная в первом лютеранском издании Кристофера Фрошауэра (Цюрих, 1525). Помимо этого раннего примера, карты получили широкое распространение в печатных Библиях только во второй половине века в Женеве. Четыре новые карты, вырезанные на дереве, впервые появились в одной из этих народных библий, выпущенных в 1559 году для французских читателей известными женевскими издателями Николя Барбье и Томасом Курто. Две карты относятся к Ветхому Завету (Исход, разделение Ханаана между двенадцатью коленами), а две — к Новому (Палестина во времена Христа, Восточная Средиземноморье в путешествиях Павла). Ещё одно известное издание Библии, наполненной картами, — это Антверпенская Полиглотта (итал. Biblia Sacra Hebraice, Chaldaice, Graece, & Latine), она же Библия Полиглотта или Королевская Библия, созданная в качестве доказательства лояльности испанской монархии. В ней были карты не только изображающие места событий, описанных в Библии, но и карта мира, которая показывает представление о границах континентов на тот момент эпохи, однако не является точной и близкой к действительности.
По мнению Элизабет М. Инграм, активное появление карт в качестве иллюстраций в Библии способствовало росту популярности карт в целом, и побудило общественное воображение к созданию карт для художественной литературы.
Художественная литература, вдохновленная эпохой «Великих географических открытий» и эпохой Просвещения, также принесла с собой романтизацию исследовательской картографии и геодезии. Несколько классических рассказов той эпохи включали карты как важный элемент читательского опыта и помогали лучше понять авторское видение. Среди самых популярных художественных текстов того времени, сопровождаемых картой, — «Путешествия Гулливера» Джонатана Свифта (1726 г.) и «Остров сокровищ» Роберта Льюиса Стивенсона (1883 г.).
Книга Джона Беньяна «Путешествие Пилигрима в Небесную Страну» 1678 года включала как «Карту, показывающую порядок и причины спасения и проклятия», так и «Дорогу из города разрушения в Вечный город».

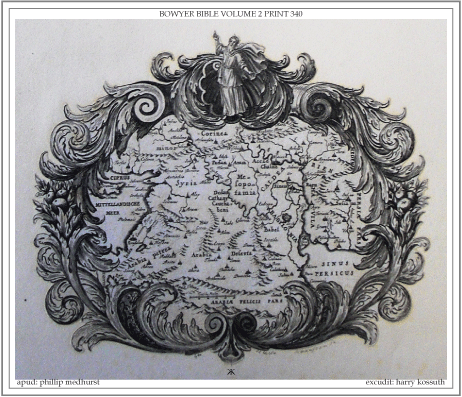
«Карта библейских земель» из второго тома Библии Бойера.

### Современная история
Самым влиятельным картографом вымышленных миров является Дж. Р. Р. Толкин, чьи карты Средиземья, предшествующие «Властелину колец», были названы «наиболее влиятельным примером на сегодня», который «побудил других писателей и их издателей включать картографические изображения» в литературные произведения. В книге Стефана Экмана «Here Be Dragons: Exploring Fantasy Maps and Settings» автор и исследователь говорит: "В современном фэнтези, особенно в высоком фэнтези, карты считаются достаточно распространенными, чтобы быть почти обязательными, в основном из-за карт, которые включил Дж. Р. Р. Толкин во «Властелин колец» (1954-55).
До Толкина другим текстом, который интегрировал фантастические мотивы в произведение, соответствующее духу времени, был «Удивительный волшебник из страны Оз» 1900 года, написанный Л. Фрэнком Баумом, и соответствующий музыкальный фантастический фильм 1939 года «Волшебник страны Оз». Мир страны Оз был нанесён на карту Баумом в 1914 году.

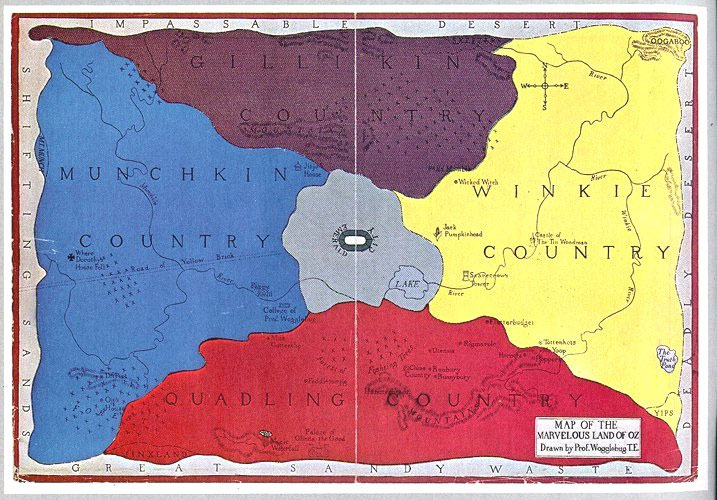
Карта страны Оз

## Типы
В картографии вымышленных миров существует множество типов карт, которые можно классифицировать по жанру, объёму и назначению.

### Жанр
Карты вымышленных миров можно разделить на категории в зависимости от жанра. Эти жанровые классификации сообщают, какую тематику, эстетику, стиль и масштаб представляет карта.

### Фэнтези

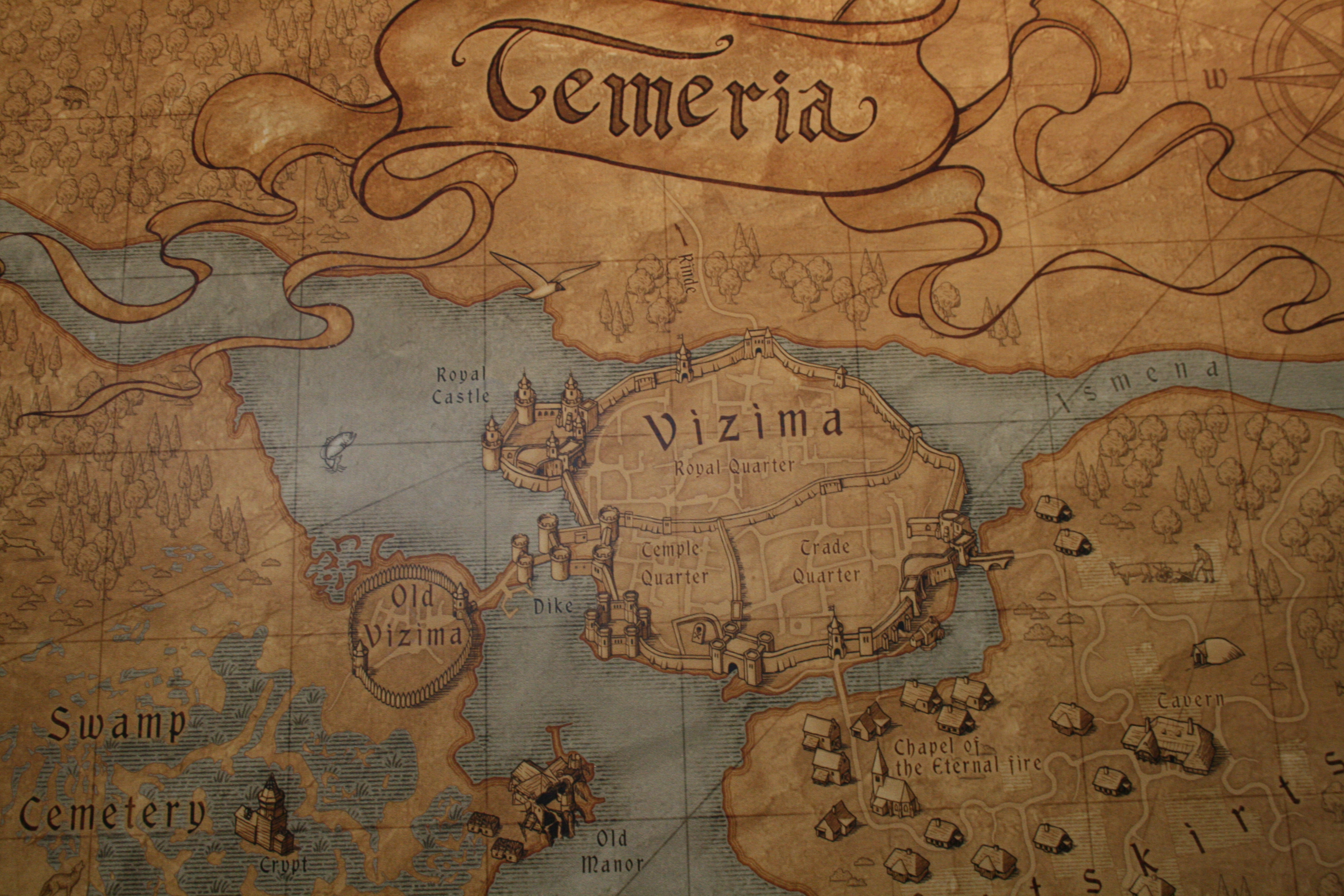
Фрагмент карты мира вселенной «Ведьмак» Анджея Сапковского

Фэнтези — жанр фантастики, включающий магические или сверхъестественные элементы, обычно происходящий в вымышленной вселенной, зачастую вдохновлённый мифологией и фольклором. Фэнтези отличается от других жанров фантастики отсутствием научных или пугающих тем, хотя эти жанры могут пересекаться. В популярной культуре в жанре фэнтези преобладают карты и декорации, имитирующие ландшафт Земли, но с ощущением своеобразности.
Одним из примеров использования карт в литературе жанра фэнтези можно найти в книге «Ведьмак» Анджея Сапковского. В романах «Ведьмак» и последующих книгах серии используются карты континента, на котором происходят события. Карты помогают читателям ориентироваться в мире и следить за путешествиями героев по различным регионам.

### Поджанры фэнтези
См. также: поджанры фэнтези.

### Высокое фэнтези
Высокое фэнтези, или эпическое фэнтези, представляет собой поджанр фэнтези, определяемый эпическим характером его сеттинга или эпическим масштабом его тем или сюжета.

### Историческое фэнтези
Историческое фэнтези — это поджанр фэнтези, который включает фантастические элементы (например, магию) в более «реалистичное» или историческое повествование. Истории, подходящие под эту классификацию, обычно происходят до 20 века и повествуют о событиях прошлого, таким образом совмещая характерные элементы фэнтези и исторических романов. Существует много пересечений с другими поджанрами фэнтези; те, что классифицируются как Артуровский эпос, кельтский эпос или посвящены Темным векам (периоду европейской истории с VI по X век), могут быть легко помещены в историческое фэнтези.

### Героическое фэнтези
Героическое фэнтези — поджанр фэнтези, в котором события происходят в мире, где преобладает магия, а современных технологий не существует. Сеттинг может быть полностью вымышленным или основанным на Земле с некоторыми дополнениями. В отличие от тёмной фантастики, в нём представлена обстановка, в которой «все мужчины сильны, все женщины красивы, вся жизнь полна приключений, а все проблемы просты». Это означает, что приключения, основанные на героическом фэнтези, вряд ли затрагивают какие-либо более широкие проблемы, которые нельзя решить с помощью выполнения ряда заданий. В отличие от эпического фэнтези, проблемы героев носят более локальный характер.

### Научная фантастика
Научная фантастика — жанр в литературе, кино и других видах искусства, одна из разновидностей фантастики. Сюжет может быть основан на фантастических допущениях в различных областях науки и имеет дело с образными и футуристическими концепциями. Популярными темами научной фантастики являются передовая наука и технологии, исследование космоса, путешествия во времени, возможное будущее или альтернативный ход истории, параллельные вселенные и контакты с внеземной жизнью. Действие научной фантастики часто происходит в будущем, что роднит этот жанр с футурологией. Памела Сарджент в книге 1975 года «Чудо-женщины: научно-фантастические рассказы женщин о женщинах» назвала научную фантастику «литературой идей», повлияв на популяризацию жанра, так как в нём часто исследуются потенциальные последствия научных, социальных и технологических инноваций, влияние научных открытий на человеческое общество и личность. Карты, используемые в произведениях этого жанра, отражают эти концепции и визуализируют миры, в которых развиваются события произведений.
В серии научно-фантастических романов «Хроники Дюны» Фрэнка Герберта используются различные карты планеты Арракис, включая её ландшафт, племена, города и места действия. Карты помогают читателям представить географию мира Дюны.

### Поджанры научной фантастики
См. также: Поджанр научной фантастики.

### Стимпанк

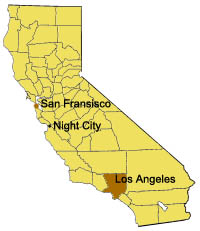
Фрагмент карты мира вселенной Cyberpunk 2020.

Стимпанк — это поджанр научной фантастики, сочетающий в себе ретрофутуристические технологии и эстетику, вдохновлённую промышленными паровыми машинами XIX века. Действие произведений в стиле стимпанк часто происходит в альтернативной истории викторианской эпохи или американского «Дикого Запада», где паровая энергия по-прежнему широко используется, или в фантастическом мире, который аналогичным образом использует паровую энергию. Например, карта мира, посвященная циклу книг «Левиафан» Скотта Вестерфельда, является одним из популярных примеров использования карт в жанре стимпанк.

### Киберпанк
Киберпанк — поджанр научной фантастики отражающий упадок человеческой культуры на фоне технологического прогресса в компьютерную эпоху. Чаще всего действие происходит в антиутопическом футуристическом сеттинге, который имеет тенденцию сосредотачиваться на «сочетании бедности и высоких технологий», показывая футуристические технологические и научные достижения, такие как искусственный интеллект и кибернетика, в сочетании с социальным коллапсом или распадом.

### Апокалиптическая и постапокалиптическая фантастика
Апокалиптическая и постапокалиптическая фантастика — это поджанр научной фантастики, основная тема которого — это разрушение цивилизации Земли или другой планеты. Событие апокалипсиса может быть климатическим, например, резкое изменение климата; астрономическим, таким как импактное событие; разрушительным, такие как ядерная катастрофа или истощение ресурсов; биологические, такие как пандемия, естественная или вызванная человеком; Конец времён, такое как Страшный суд, Второе пришествие Иисуса Христа или Рагнарёк; или более художественные, такие как зомби-апокалипсис, восстание машин, технологическая сингулярность, дисгеника или инопланетное вторжение. Например, карта московского метро из вселенной «Метро 2033» по серии романов «Метро» Дмитрия Глуховского является примером применения картографии для визуализации постапокалиптического мира.

## Масштаб
Карты фэнтези можно разделить на категории в зависимости от масштаба. Масштаб сообщает, как и в каком объёме информация отображается на карте.
Местный — такая карта изображает поселение, город или район города.

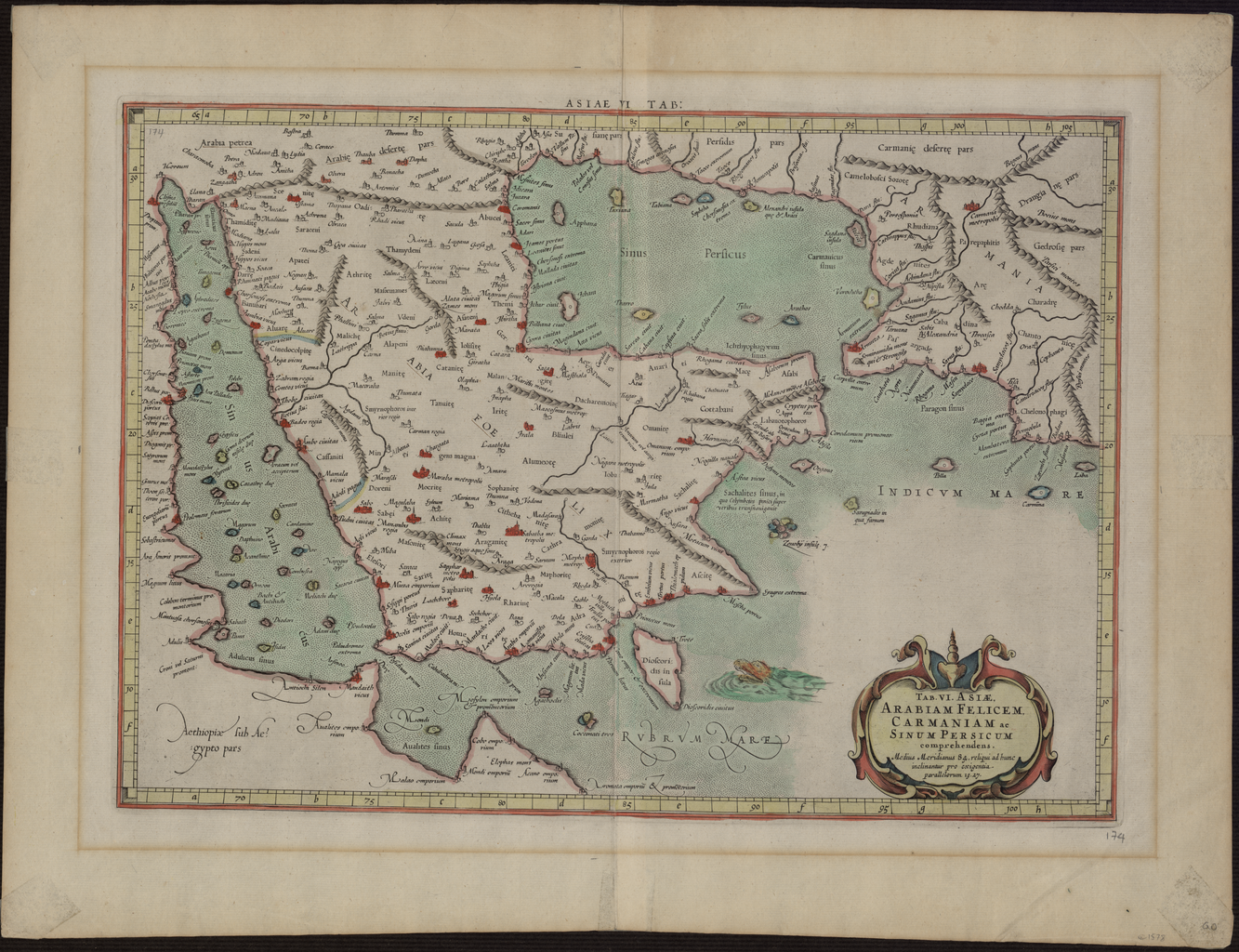
Карта Александрии, 1575 г.

Континентальный — это карта континента, острова, государства или нескольких соседствующих государств.

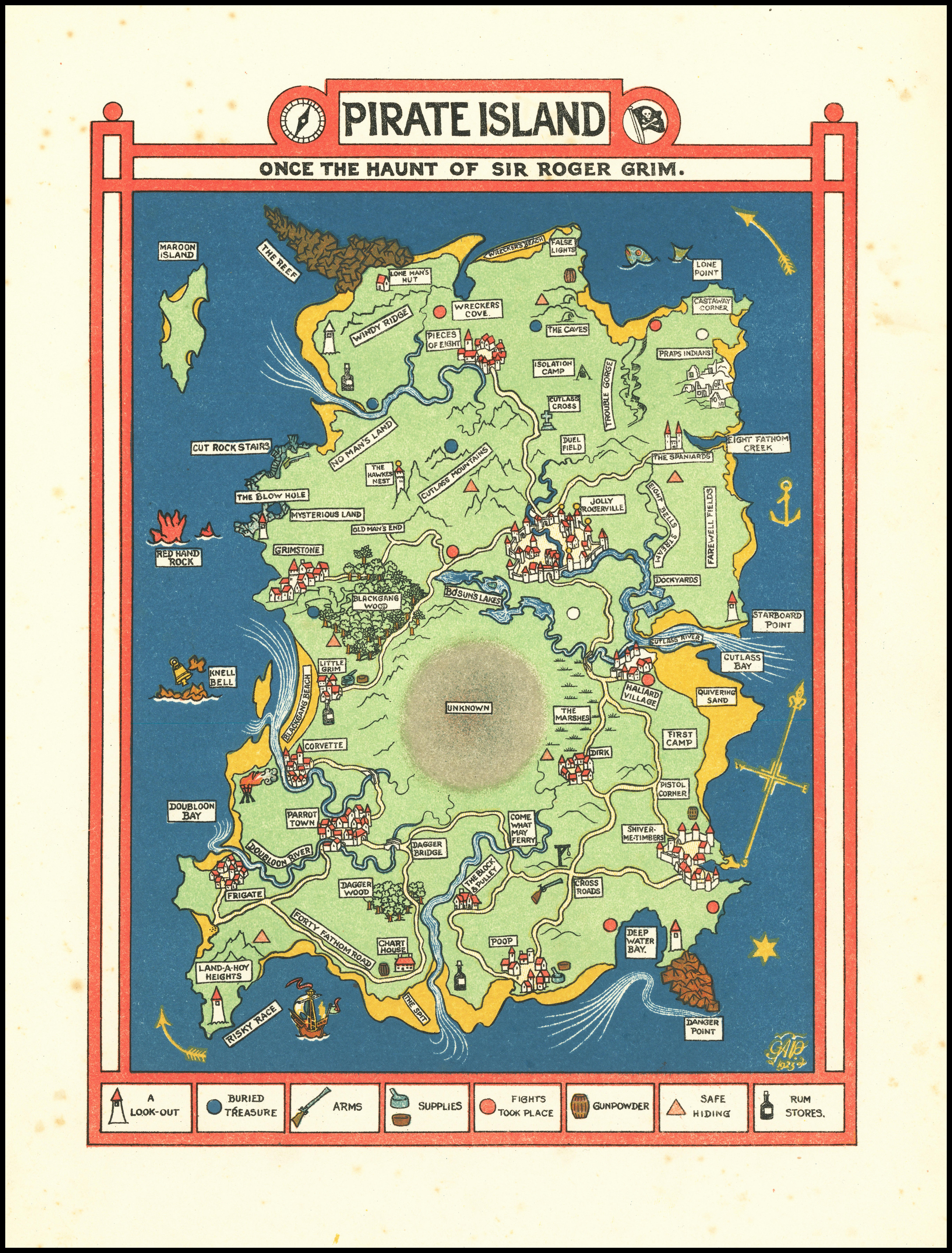
Цветная литографированная карта «Пиратского острова» Гилберта Энтони Паунолла, опубликованная в Лондоне в 1924 году.

Планетарный — это карта мира полностью.

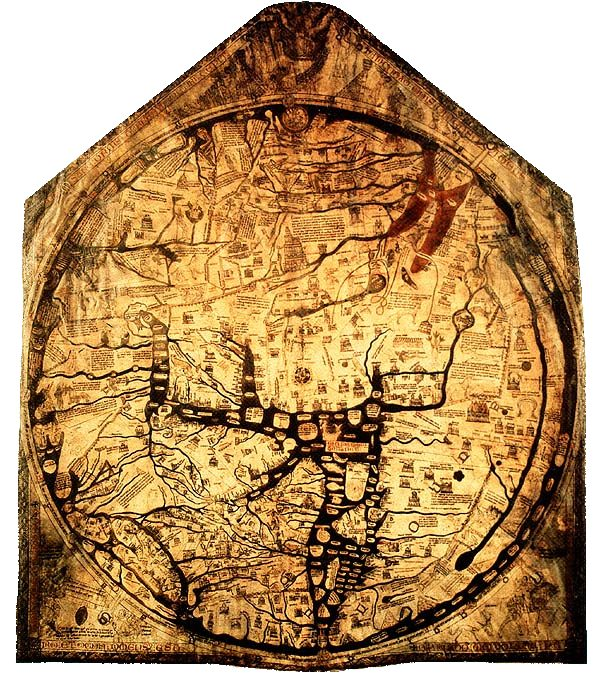
Mappa mundi

Галактический — такая карта показывает галактику и расположение видимых объектов в ней.

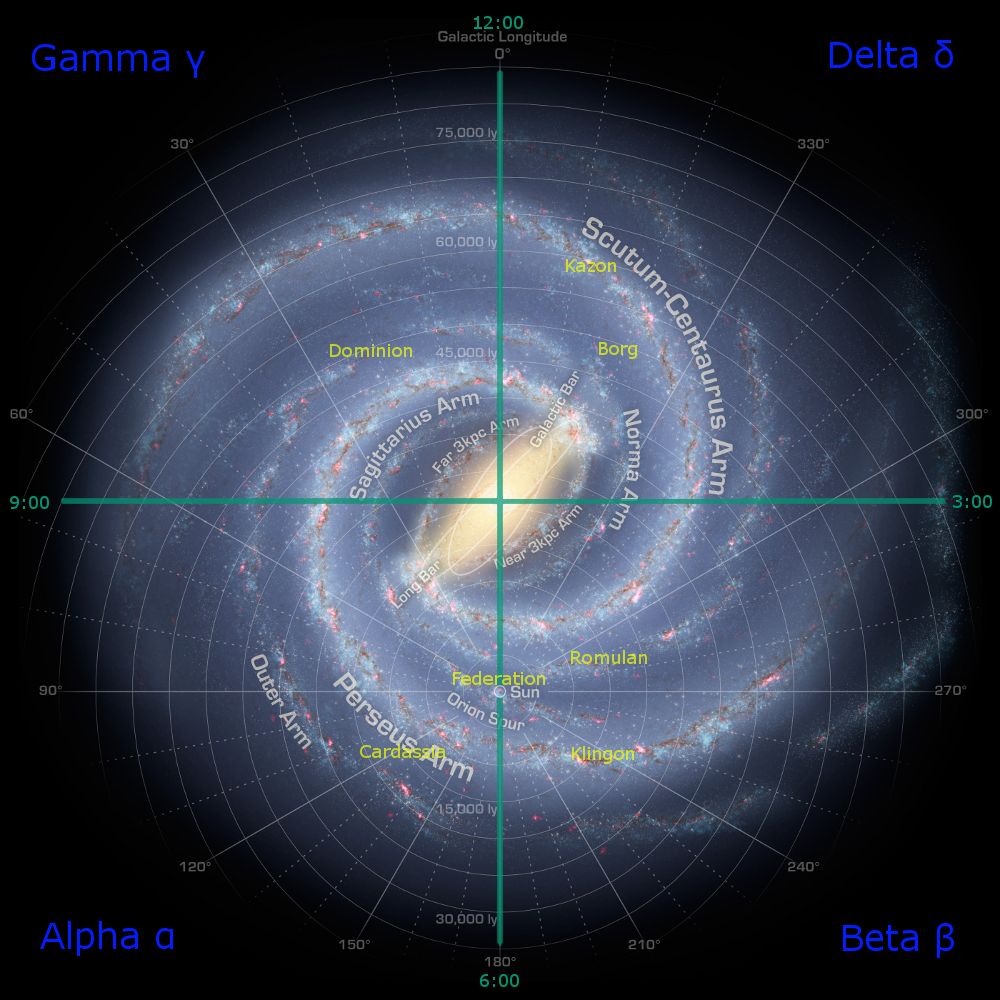
Карта галактического квадранта из «Звездного пути».

Космологический — эта карта вселенной.

Небесная карта Вселенной Птолемея.

## Цель
Картографию вымышленных миров можно разделить на категории по назначению. Эти классификации отражают цель создателя и определяют способ создания карты.

### Концептуальный илиаллегорический
Концептуальные карты — это картографические визуализации концепций, отражающих определённые системы идей с помощью географического представления. Эти карты не пытаются соответствовать чему-либо физически реальному, а вместо этого предназначены для образного отображения идеи. «Атака любви» Маттеуса Зойтера — пример карты боевых действий, используемой в качестве аллегории схемы действий по приобретению чьей-либо привязанности в романтических отношениях.
«Открытая и укрепленная страна человеческого сердца: взгляд на любовь викторианской дамы» — это работа, состоящая из двух аллегорических гравюр, в качестве автора которых была записана «Дама», была опубликована в 1830-х годах D.W. Kellogg & Co. of Hartford. Карта «Открытой страны женского сердца» и карта «Укрепленной страны мужского сердца» значительно отличаются визуально, представляя различные строения характеров среднестатистических мужчины и женщины того времени.
Эрнест Дадли Чейз — художник и картограф из Винчестера, штат Массачусетс, в ходе своей картографической деятельности занимался созданием концептуальных карт, которые иллюстрируют исторические процессы. Одна из таких карт — «Карта истории полетов как хроника завоевания человеком воздуха», рассказывала о развитии летательных аппаратов.

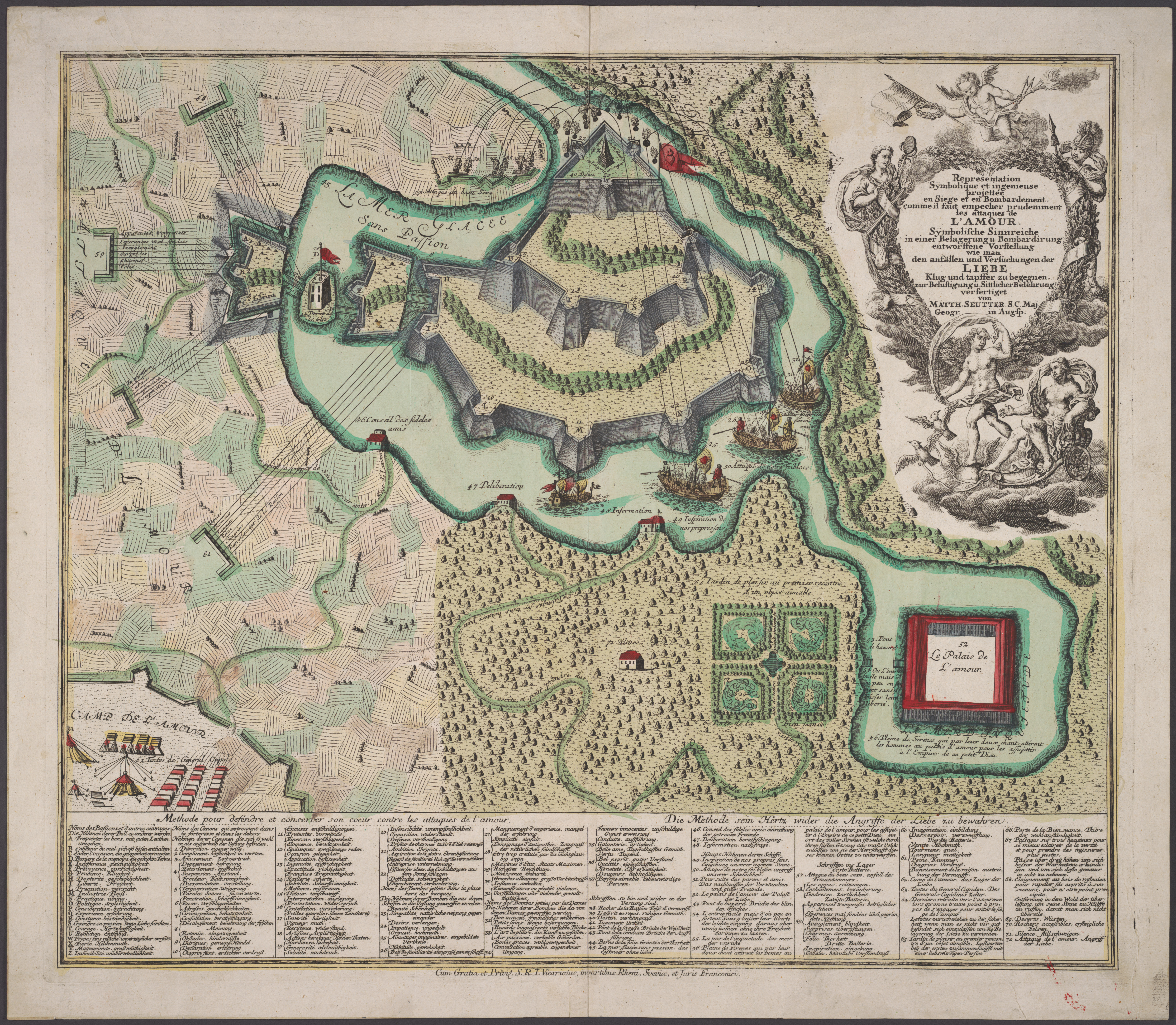
Маттеус Зойтер «Атака любви».

### Гипотетический

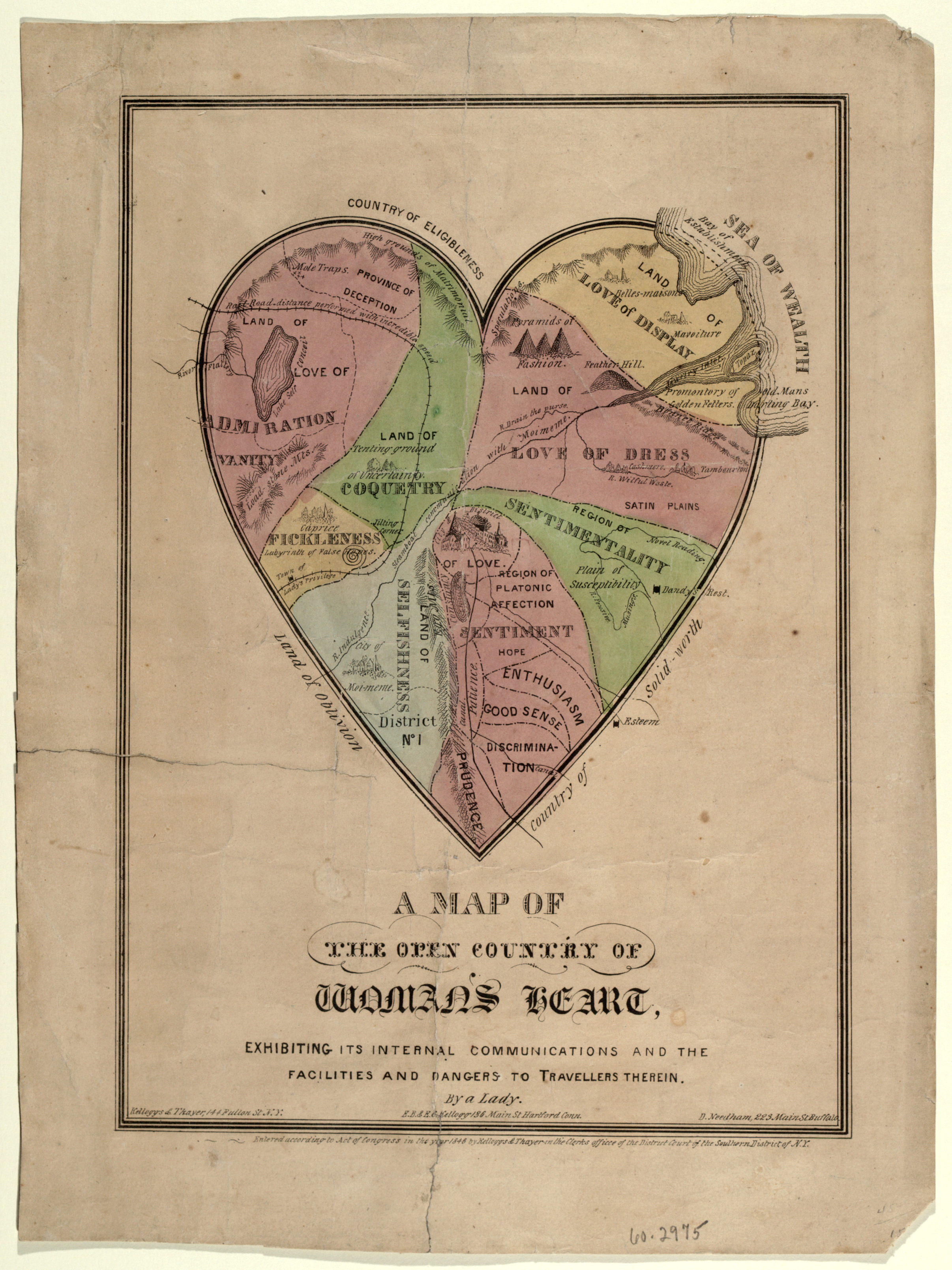
Карта «Открытой страны женского сердца».

Гипотетические карты — это карты, представляющие географию в сценариях «альтернативной истории». Мелисса Гулд создала альтернативную карту Нью-Йорка в гипотетическом мире, где нацистская Германия выиграла Вторую мировую войну.

### Нарратив
Карты фэнтези часто используются создателями для передачи нарратива, отражающего определённую идею или убеждение. Поэтому они часто изображаются в виде персонажа произведения или некоторой организации. Это полезный инструмент для авторов или создателей мира, поскольку карта может обладать чертами героя произведения, например величественности героя для отражения могущественности государства, изображаемого картой. Такие карты могут быть ошибочными, привязанными ко времени или предвзятыми, как обычный персонаж или ненадёжный рассказчик. Хорошим примером этого является «Europa Regina» Себастьяна Мюнстера — дизайн карты, изображающий Европу величественной королевой.

### Педагогический или симуляционный
Карты вымышленных миров можно использовать в качестве картографического пособия для обучения писательскому мастерству или моделирования исторических ситуаций, например объяснения древних мифов, легенд и вымышленных миров, которые влияли на культуру и события прошлого. В «Холодной войне» криптограф армии США Ламброс Д. Каллимахос разработал учебную военную игру для дешифровщиков, имитирующую вторжение на Кубу. Им создана карта «Республики Зендия» с её северной и центральной провинциями «Лорено». Эти симуляционные карты были рассекречены вооружёнными силами США.
Набор рассекреченных карт вымышленного мира, использовавшихся на тренировках дешифровщиками армии США во время холодной войны:

## Медиа и приложения
Хотя карты вымышленных миров набрали популярность в романах, теперь они создаются и представляются в различных средствах массовой информации, таких как телешоу, фильмы, видеоигры, и веб-сайты.

## Распространенность, особенности и характеристики
В книге Стефана Экмана 2013 года «Здесь будут драконы: изучение карт вымышленных миров и настроек» он опубликовал результаты исследования, которое он провёл на основе двухсот фэнтезийных книг. Это исследование было направлено на то, чтобы ответить на общие вопросы о распространённости, особенностях и характеристиках картографии вымышленных миров в этом жанре литературы. Вот некоторые из этих выводов:
Из 200 исследованных книг 67 (34 %) содержали хотя бы одну карту. Из них в 49 (73,1 %) книгах была одна карта, в 15 (22,4 %) — две, а в 3 (4,5 %) — более двух карт.
При обзоре 92 карт вымышленных миров в 67 фэнтезийных книгах основным содержанием карт являются первичный мир — 13 (14,1 %); вторичный мир — 72 (78,3 %); воображаемый город — 5 (5,4 %); одно или несколько зданий — 2 (2,2 %).
Тот же обзор показал, что карты были ориентированы по-разному. 74 из 92 (80,4 %) были ориентированы на север, 9 (9,8 %) — с северо-востока на северо-запад, 9 (9,8 %) не указали стороны света. Из 92 карт 63 (68,5 %) включали розу ветров в качестве функции.

## Картографическое программное обеспечение

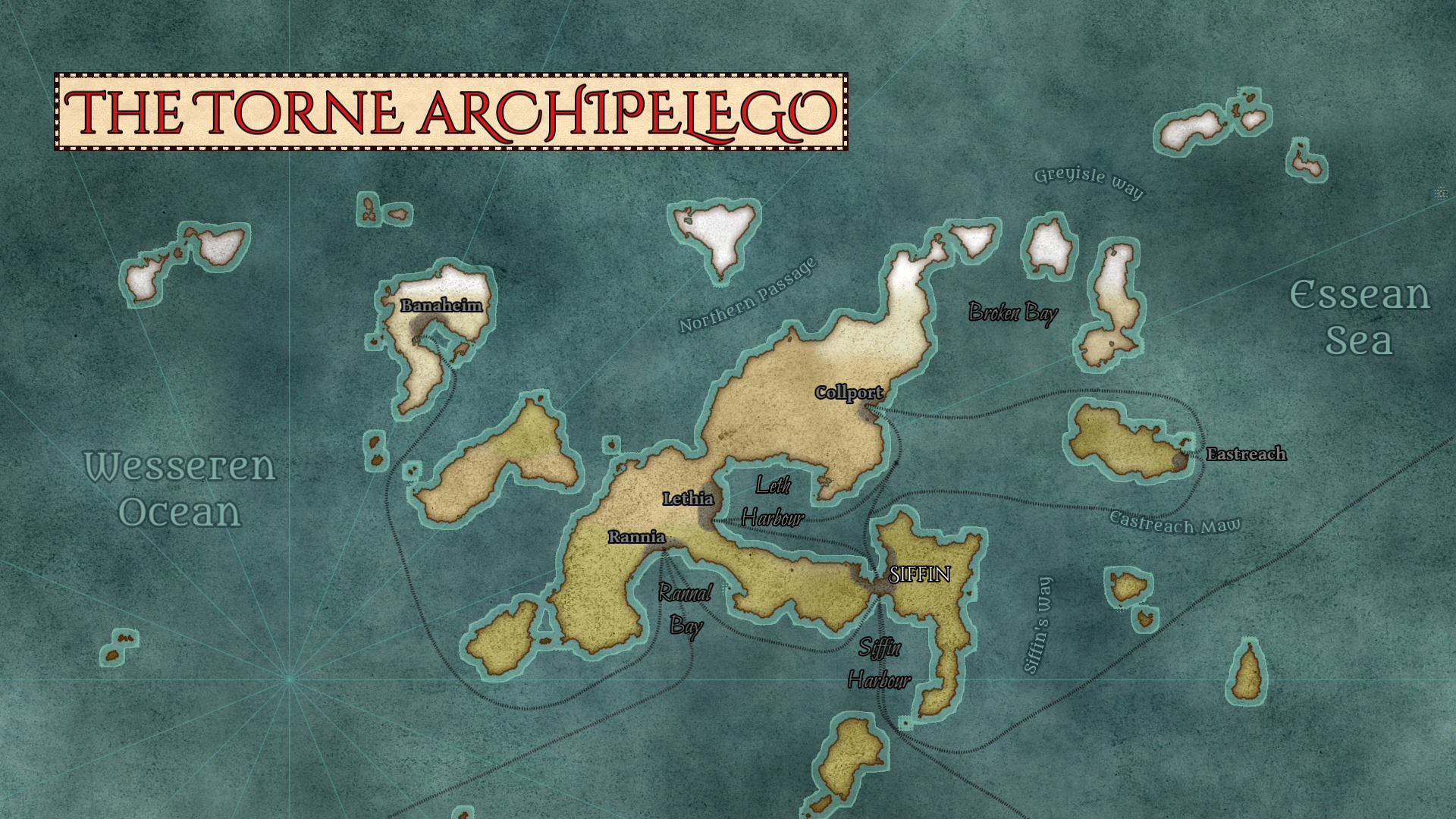
Карта, созданная в программе Wonderdraft.

С ростом популярности картографии вымышленных миров в профессиональной и развлекательной сферах возросла и потребность в компьютерных программах для упрощения процесса. Двумя лидерами в этой индустрии являются Wonderdraft и Inkarnate. Программы могут создавать случайную местность с использованием фрактальных алгоритмов, применять геологические эффекты, такие как движение тектонических плит и эрозия; полученный мир может быть прорисован в мельчайших деталях, что обеспечивает некоторую степень реализма результату.

## Дальнейшее чтение
- Ekman, Stefan (2013). Here be dragons : exploring fantasy maps and settings. Middletown, Conn.: Wesleyan University Press. ISBN 978-0-8195-7323-0.
- Laura, Miller (2016). Literary Wonderlands: A Journey Through the Greatest Fictional Worlds Ever Created. New York: Black Dog & Leventhal Publishers. ISBN 978-0-316-31638-5.
- Post, Jeremiah Benjamin (1979). An Atlas of Fantasy. London: Souvenir Press. ISBN 0-345-27399-0.